# اواروفو، استان تامبوف
شهر اواروفو، اوبلاست تامبوف (به روسی: Уварово) در کشور روسیه و در اوبلاست تامبوف واقع شده‌است.